# Georg Schmidt (Fußballtrainer)
Georg „Schurl“ Schmidt (* 7. April 1927; † 6. Juli 1990) war ein österreichischer Fußballtrainer. Er betreute die österreichische Nationalmannschaft bei der Fußball-Weltmeisterschaft 1982 in Spanien.

## Trainerkarriere
Schmidt begann seine Berufslaufbahn als Hauptschullehrer in Bruck an der Leitha, wo er nebenbei auch als Trainer der Schülermannschaft tätig war, die er 1957 zum niederösterreichischen Schülertitel führte. Ab den 1960er Jahren war er als Fachlehrer beim Österreichischen Fußball-Bund tätig, wo er die Trainerausbildung leitete und verschiedene Auswahlmannschaften betreute. So war er 1967 gemeinsam mit Viktor Hierländer verantwortlich für die Amateurnationalmannschaft, welche den Europameistertitel gewann.
Einer breiten Öffentlichkeit wurde er als ewige Nummer Zwei auf der Trainerbank der Nationalmannschaft bekannt. 1970 übernahm er die Position des Assistenztrainers unter Teamchef Leopold Šťastný und übte diese Tätigkeit auch unter dessen Nachfolgern Branko Elsner, Helmut Senekowitsch und Karl Stotz aus. Dabei nahm er auch an der Fußball-Weltmeisterschaft 1978 in Argentinien teil.
Nachdem sich die Nationalmannschaft auch für die folgende Weltmeisterschaft qualifiziert hatte, kam es zu einem Zerwürfnis zwischen dem Teamchef Stotz und dem ÖFB-Präsidenten Karl Sekanina. Stotz wurde seines Postens enthoben und nachdem sich der Plan zerschlagen hatte, Ernst Happel für die WM zu engagieren, entschied man sich im ÖFB die Betreuung der Nationalmannschaft in die Hände des langjährigen Assistenten Schurl Schmidt zu legen. Als Unterstützung wurde ihm der Vereinstrainer Felix Latzke zur Seite gestellt. Mit diesem Trainerduo erreichten die Österreicher die Qualifikation für die zweite Gruppenphase und den achten Platz, überschattet war die Teilnahme jedoch vom Nichtangriffspakt von Gijón.
Nach der Weltmeisterschaft rückte Schmidt wieder zurück ins zweite Glied und wurde Assistenztrainer unter seinem Nachfolger Erich Hof.

## ÖFB-Länderspiele unter den Teamchefs Georg Schmidt und Felix Latzke
Legende 
- H = Heimspiel
- A = Auswärtsspiel
- * = Spiel auf neutralem Platz
- grüne Hintergrundfarbe = Sieg Österreichs
- gelbe Hintergrundfarbe = Unentschieden
- rote Hintergrundfarbe = Niederlage

| Spiele | Siege | Remis | Niederlagen | Tore | TD |
| ------ | ----- | ----- | ----------- | ---- | -- |
| 8      | 5     | 1     | 2           | 11:7 | +4 |

| Nr. | Datum      | Ergebnis | Gegner           |   | Austragungsort | Anlass                | Bemerkung                                                                      |
| --- | ---------- | -------- | ---------------- | - | -------------- | --------------------- | ------------------------------------------------------------------------------ |
| 453 | 24.03.1982 | 3:2      | Ungarn           | A | Budapest (HUN) |                       |                                                                                |
| 454 | 28.04.1982 | 2:1      | Tschechoslowakei | H | Wien           |                       |                                                                                |
| 455 | 19.05.1982 | 1:0      | Dänemark         | H | Wien           |                       |                                                                                |
| 456 | 17.06.1982 | 1:0      | Chile            | * | Oviedo (ESP)   | WM 1982-Vorrunde      | Erstes Länderspiel gegen Chile                                                 |
| 457 | 21.06.1982 | 2:0      | Algerien         | * | Oviedo (ESP)   | WM 1982-Vorrunde      | Erstes Länderspiel gegen Algerien                                              |
| 458 | 25.06.1982 | 0:1      | Deutschland      | * | Gijón (ESP)    | WM 1982-Vorrunde      | „Nichtangriffspakt von Gijón“                                                  |
| 459 | 28.06.1982 | 0:1      | Frankreich       | * | Madrid (ESP)   | WM 1982-Zwischenrunde |                                                                                |
| 460 | 01.07.1982 | 2:2      | Nordirland       | * | Madrid (ESP)   | WM 1982-Zwischenrunde | Erstes Länderspiel gegen Nordirland/Österreich scheidet als Gruppenzweiter aus |

| Personendaten    | Personendaten                   |
| ---------------- | ------------------------------- |
| NAME             | Schmidt, Georg                  |
| ALTERNATIVNAMEN  | Schmidt, Schurl                 |
| KURZBESCHREIBUNG | österreichischer Fußballtrainer |
| GEBURTSDATUM     | 7. April 1927                   |
| STERBEDATUM      | 6. Juli 1990                    |